# Лозовый хребет
Лозо́вый хребет (устар. Чандала́з (кит. 长大砬子), что дословно означает «большая длинная скала») — скальный массив в южной части Приморского края. Расположен между городами Партизанск и Находка.

## География и геология
Это горный массив, сложенный рифогенными известняками пермского возраста, который в результате тектонических сдвигов миллионы лет назад поднялся с морского дна. Протяжённость хребта составляет около 7 километров, высота высшей точки, горы Чертов Утес — 756 метров. Хребет интенсивно закарстован. В настоящее время известно около 30 пещер. Самая глубокая пещера не только хребта, но и во всём Приморье — Соляник, глубина которой составляет 125 метров, протяжённость — 425 метров. Также в народе название горы может произноситься как Чиндалаз или Чандолаз.

## Полезные ископаемые
В 1970-е годы на хребте проведена детальная геологоразведка с бурением скважин и подсчетам запасов известняка. Существует проект строительства крупного цементного завода у подножия восточного склона.

## Флора
Ввиду того что хребет защищён от холодных сибирских масс основной толщей Сихотэ-Алиня, его склоны, в особенности бассейны рек Екатериновка и Партизанская являются наиболее значительным убежищем (рефугиумами) для субтропических и макротермных неморальных видов восточноазиатской флоры в Южном Приморье (можжевельник твёрдый, абрикос маньчжурский и др.). Встречаются реликтовые виды хризантем, на основе которых выведена и интродуцирована новая культура — хризантема Максимовича. Высотная поясность находит отражение и во флоре: можжевельник твёрдый и можжевельник даурский произрастают на высотах 600—650 м ВУМ.

## Фауна
Фоновыми животными хребта, как и всего юга Приморья, являются кабан, изюбрь, барсук, колонок, белка, красно-серая полевка, рябчик, желтогорлая и седоголовая овсянки, синицы — белобрюхая и черноголовая гаички, дятлы седой, белоспинный и большой пестрый. В «Красную книгу России» занесены амурский тигр, леопард восточносибирский, мандаринка, чёрный аист, тритон когтистый уссурийский. К редким видам юга Приморья относятся также широкорот, каллипогон, таракан реликтовый, моль-чехлоноска.
Позвоночные животные представлены 62 видами млекопитающих (в том числе краснокнижные — гигантская бурозубка, амурский тигр, дальневосточный лесной кот, пятнистый олень, гималайский медведь, амурский горал и др.); более 160 видами птиц (среди них краснокнижные — утка мандаринка, чёрный аист, иглоногая сова, ястребиный сарыч, хохлатый осоед, японский зелёный голубь. В пещере «Близнец» Лозового хребта в 1979 году было исследовано на тот момент только-только начинающееся на юге Приморья гнездование азиатского вида восточный воронок, который с тех пор постепенно заселил и освоил Приморье и Приамурье, в том числе и антропогенные ландшафты (мосты, вокзалы, аэропорты). 7 видов рептилий, 6 видов амфибий (в том числе занесённый в Красную книгу МСОП уссурийский когтистый тритон), 12 видов рыб и круглоротых.
Не менее богат мир беспозвоночных животных, 32 вида относятся к редким и исчезающим (кузнечик Уварова, жужелица узкогрудая и др.). На юге Приморья обитают самый крупный жук фауны России — усач реликтовый, крупные бабочки — сатурния Артемида, брамея Танкрэ, хвостоносец Маака.